# Großer Preis von Großbritannien 1979
Der Große Preis von Großbritannien 1979 (offiziell XXXII Marlboro British Grand Prix) fand am 14. Juli auf dem Silverstone Circuit in Silverstone statt und war das neunte Rennen der Automobil-Weltmeisterschaft 1979.

## Berichte

### Hintergrund
Der weiterentwickelte Williams FW07 hatte sich bei Testfahrten, die zwischen dem Großen Preis von Frankreich und dem neunten WM-Lauf in Großbritannien stattgefunden hatten, als sehr konkurrenzfähig erwiesen. McLaren hatte inzwischen ein erstes Exemplar des M29 fertiggestellt, der den problembehafteten M28 ablösen sollte. Beim Team Merzario, das in den zurückliegenden Wochen zwei Chassis sowie Ausrüstungsgegenstände vom Willi Kauhsen Racing Team übernommen hatte, debütierte der Merzario A4, ein Wing Car, das auf dem Kauhsen WK004 basierte. Er ersetzte Merzarios Eigenkonstruktion A3. Das Team Lotus kehrte hingegen endgültig zum Vorjahresmodell Lotus 79 zurück, da die Nachteile des neuen Typ 80 zu gravierend waren.
Das Alfa-Romeo-Einsatzteam Autodelta entschied sich gegen eine Teilnahme am britischen Grand Prix.

### Training
Knapp vor Renault-Pilot Jean-Pierre Jabouille sicherte sich Alan Jones im Williams die erste Pole-Position seiner Grand-Prix-Karriere. Nelson Piquet bildete gemeinsam mit dem zweiten Williams-Werksfahrer Clay Regazzoni die zweite Startreihe vor René Arnoux und Niki Lauda.
Die beiden Ferrari-Piloten Jody Scheckter und Gilles Villeneuve belegten nach dem Training die Plätze 11 und 13.
Hans-Joachim Stuck und Arturo Merzario verfehlten die Qualifikation für einen der 24 Startplätze.

### Rennen
Jones setzte seine Pole-Position in eine Führung vor Jabouille und Regazzoni um. Piquet, der zunächst auf dem vierten Rang gelegen hatte, schied in der zweiten Runde infolge eines Drehers aus. Seine Position wurde daraufhin von seinem Teamkollegen Lauda eingenommen. Dieser fiel jedoch in der darauffolgenden Runde hinter Arnoux und Villeneuve zurück.
Regazzoni überholte in der 17. Runde den durch Reifenprobleme behinderten Jabouille, der kurz darauf die Box ansteuerte, um seine Reifen wechseln zu lassen. Der Boxenstopp misslang, sodass der Franzose seine Mannschaft ein weiteres Mal aufsuchen musste. Dabei überhitzte sein Motor und er schied aus. Dadurch gelangte Arnoux auf den dritten Rang vor Scheckter und Villeneuve.
In der 39. Runde musste der bis dahin führende Jones das Rennen ebenfalls wegen eines überhitzten Motors aufgeben. Sein Teamkollege Regazzoni übernahm dadurch die Spitze und stellte den ersten Sieg für das aufstrebende Williams-Team sicher. Arnoux wurde Zweiter vor Jean-Pierre Jarier, der während des letzten Renndrittels an Scheckter und John Watson vorbeigezogen war. Scheckter verlor in der vorletzten Runde den vierten Platz an Watson. Jacky Ickx erhielt als Sechster den letzten WM-Punkt des Tages.
Es war für Regazzoni der erste Grand-Prix-Sieg seit dem Großen Preis der USA West 1976, sein fünfter insgesamt und gleichzeitig sein letzter.

## Meldeliste
| Team                          | Nr. | Fahrer                | Chassis        | Motor                    | Reifen |
| ----------------------------- | --- | --------------------- | -------------- | ------------------------ | ------ |
| Martini Racing Team Lotus     | 01  | Mario Andretti        | Lotus 79       | Ford Cosworth DFV 3.0 V8 | G      |
| Martini Racing Team Lotus     | 02  | Carlos Reutemann      | Lotus 79       | Ford Cosworth DFV 3.0 V8 | G      |
| Candy Tyrrell Team            | 03  | Didier Pironi         | Tyrrell 009    | Ford Cosworth DFV 3.0 V8 | G      |
| Candy Tyrrell Team            | 04  | Jean-Pierre Jarier    | Tyrrell 009    | Ford Cosworth DFV 3.0 V8 | G      |
| Parmalat Racing Team          | 05  | Niki Lauda            | Brabham BT48   | Alfa Romeo 1260 3.0 V12  | G      |
| Parmalat Racing Team          | 06  | Nelson Piquet         | Brabham BT48   | Alfa Romeo 1260 3.0 V12  | G      |
| Marlboro Team McLaren         | 07  | John Watson           | McLaren M29    | Ford Cosworth DFV 3.0 V8 | G      |
| Marlboro Team McLaren         | 08  | Patrick Tambay        | McLaren M28C   | Ford Cosworth DFV 3.0 V8 | G      |
| ATS Wheels                    | 09  | Hans-Joachim Stuck    | ATS D2         | Ford Cosworth DFV 3.0 V8 | G      |
| Scuderia Ferrari SpA SEFAC    | 11  | Jody Scheckter        | Ferrari 312T4  | Ferrari 015 3.0 F12      | M      |
| Scuderia Ferrari SpA SEFAC    | 12  | Gilles Villeneuve     | Ferrari 312T4  | Ferrari 015 3.0 F12      | M      |
| Fittipaldi Automotive         | 14  | Emerson Fittipaldi    | Fittipaldi F5A | Ford Cosworth DFV 3.0 V8 | G      |
| Équipe Renault Elf            | 15  | Jean-Pierre Jabouille | Renault RS10   | Renault EF1 1.5 V6t      | M      |
| Équipe Renault Elf            | 16  | René Arnoux           | Renault RS10   | Renault EF1 1.5 V6t      | M      |
| Samson Shadow Racing Team     | 17  | Jan Lammers           | Shadow DN9     | Ford Cosworth DFV 3.0 V8 | G      |
| Interscope Shadow Racing Team | 18  | Elio de Angelis       | Shadow DN9     | Ford Cosworth DFV 3.0 V8 | G      |
| Olympus Cameras Wolf Racing   | 20  | Keke Rosberg          | Wolf WR7       | Ford Cosworth DFV 3.0 V8 | G      |
| Team Ensign                   | 22  | Patrick Gaillard      | Ensign N179    | Ford Cosworth DFV 3.0 V8 | G      |
| Team Merzario                 | 24  | Arturo Merzario       | Merzario A4    | Ford Cosworth DFV 3.0 V8 | G      |
| Ligier Gitanes                | 25  | Jacky Ickx            | Ligier JS11    | Ford Cosworth DFV 3.0 V8 | G      |
| Ligier Gitanes                | 26  | Jacques Laffite       | Ligier JS11    | Ford Cosworth DFV 3.0 V8 | G      |
| Albilad-Saudia Racing Team    | 27  | Alan Jones            | Williams FW07  | Ford Cosworth DFV 3.0 V8 | G      |
| Albilad-Saudia Racing Team    | 28  | Clay Regazzoni        | Williams FW07  | Ford Cosworth DFV 3.0 V8 | G      |
| Warsteiner Arrows Racing Team | 29  | Riccardo Patrese      | Arrows A2      | Ford Cosworth DFV 3.0 V8 | G      |
| Warsteiner Arrows Racing Team | 30  | Jochen Mass           | Arrows A2      | Ford Cosworth DFV 3.0 V8 | G      |
| Team Rebaque                  | 31  | Héctor Rebaque        | Lotus 79       | Ford Cosworth DFV 3.0 V8 | G      |

## Klassifikationen

### Startaufstellung
| Pos. | Fahrer                | Konstrukteur       | Zeit    | Ø-Geschwindigkeit | Start |
| ---- | --------------------- | ------------------ | ------- | ----------------- | ----- |
| 01   | Alan Jones            | Williams-Ford      | 1:11,88 | 236,344 km/h      | 01    |
| 02   | Jean-Pierre Jabouille | Renault            | 1:12,48 | 234,387 km/h      | 02    |
| 03   | Nelson Piquet         | Brabham-Alfa Romeo | 1:12,65 | 233,839 km/h      | 03    |
| 04   | Clay Regazzoni        | Williams-Ford      | 1:13,11 | 232,368 km/h      | 04    |
| 05   | René Arnoux           | Renault            | 1:13,29 | 231,797 km/h      | 05    |
| 06   | Niki Lauda            | Brabham-Alfa Romeo | 1:13,44 | 231,324 km/h      | 06    |
| 07   | John Watson           | McLaren-Ford       | 1:13,57 | 230,915 km/h      | 07    |
| 08   | Carlos Reutemann      | Lotus-Ford         | 1:13,87 | 229,977 km/h      | 08    |
| 09   | Mario Andretti        | Lotus-Ford         | 1:14,20 | 228,954 km/h      | 09    |
| 10   | Jacques Laffite       | Ligier-Ford        | 1:14,37 | 228,431 km/h      | 10    |
| 11   | Jody Scheckter        | Ferrari            | 1:14,60 | 227,727 km/h      | 11    |
| 12   | Elio de Angelis       | Shadow-Ford        | 1:14,87 | 226,905 km/h      | 12    |
| 13   | Gilles Villeneuve     | Ferrari            | 1:14,90 | 226,814 km/h      | 13    |
| 14   | Keke Rosberg          | Wolf-Ford          | 1:14,96 | 226,633 km/h      | 14    |
| 15   | Didier Pironi         | Tyrrell-Ford       | 1:15,28 | 225,670 km/h      | 15    |
| 16   | Jean-Pierre Jarier    | Tyrrell-Ford       | 1:15,63 | 224,625 km/h      | 16    |
| 17   | Jacky Ickx            | Ligier-Ford        | 1:15,63 | 224,625 km/h      | 17    |
| 18   | Patrick Tambay        | McLaren-Ford       | 1:15,67 | 224,506 km/h      | 18    |
| 19   | Riccardo Patrese      | Arrows-Ford        | 1:15,77 | 224,210 km/h      | 19    |
| 20   | Jochen Mass           | Arrows-Ford        | 1:16,19 | 222,974 km/h      | 20    |
| 21   | Jan Lammers           | Shadow-Ford        | 1:16,66 | 221,607 km/h      | 21    |
| 22   | Emerson Fittipaldi    | Fittipaldi-Ford    | 1:16,68 | 221,549 km/h      | 22    |
| 23   | Patrick Gaillard      | Ensign-Ford        | 1:17,07 | 220,428 km/h      | 23    |
| 24   | Héctor Rebaque        | Lotus-Ford         | 1:17,32 | 219,715 km/h      | 24    |
| DNQ  | Hans-Joachim Stuck    | ATS-Ford           | 1:17,44 | 219,375 km/h      | –     |
| DNQ  | Arturo Merzario       | Merzario-Ford      | 1:19,57 | 213,503 km/h      | –     |

### Rennen
| Pos. | Fahrer                | Konstrukteur       | Runden | Stopps | Zeit       | Start | Schnellste Runde |
| ---- | --------------------- | ------------------ | ------ | ------ | ---------- | ----- | ---------------- |
| 01   | Clay Regazzoni        | Williams-Ford      | 68     | 0      | 1:26:11,17 | 04    | 1:14,40 (39.)    |
| 02   | René Arnoux           | Renault            | 68     | 0      | + 24,28    | 05    | 1:15,11          |
| 03   | Jean-Pierre Jarier    | Tyrrell-Ford       | 67     | 0      | + 1 Runde  | 16    | 1:15,42          |
| 04   | John Watson           | McLaren-Ford       | 67     | 1      | + 1 Runde  | 07    | 1:15,12          |
| 05   | Jody Scheckter        | Ferrari            | 67     | 0      | + 1 Runde  | 11    | 1:16,02          |
| 06   | Jacky Ickx            | Ligier-Ford        | 67     | 0      | + 1 Runde  | 17    | 1:15,73          |
| 07   | Patrick Tambay        | McLaren-Ford       | 66     | 0      | DNF        | 18    | 1:16,42          |
| 08   | Carlos Reutemann      | Lotus-Ford         | 66     | 1      | + 2 Runden | 08    | 1:16,59          |
| 09   | Héctor Rebaque        | Lotus-Ford         | 66     | 0      | + 2 Runden | 24    | 1:17,24          |
| 10   | Didier Pironi         | Tyrrell-Ford       | 66     | 0      | + 2 Runden | 15    | 1:15,05          |
| 11   | Jan Lammers           | Shadow-Ford        | 65     | 0      | + 3 Runden | 21    | 1:18,25          |
| 12   | Elio de Angelis       | Shadow-Ford        | 65     | 0      | + 3 Runden | 12    | 1:16,08          |
| 13   | Patrick Gaillard      | Ensign-Ford        | 65     | 0      | + 3 Runden | 23    | 1:18,40          |
| 14   | Gilles Villeneuve     | Ferrari            | 63     | 1      | DNF        | 13    | 1:15,50          |
| –    | Riccardo Patrese      | Arrows-Ford        | 45     | 1      | DNF        | 19    | 1:18,13          |
| –    | Jacques Laffite       | Ligier-Ford        | 44     | 0      | DNF        | 10    | 1:15,53          |
| –    | Keke Rosberg          | Wolf-Ford          | 43     | 0      | DNF        | 14    | 1:16,39          |
| –    | Alan Jones            | Williams-Ford      | 38     | 0      | DNF        | 01    | 1:14,89          |
| –    | Jochen Mass           | Arrows-Ford        | 37     | 0      | DNF        | 20    | 1:17,40          |
| –    | Emerson Fittipaldi    | Fittipaldi-Ford    | 25     | 0      | DNF        | 22    | 1:18,93          |
| –    | Jean-Pierre Jabouille | Renault            | 21     | 2      | DNF        | 02    | 1:15,18          |
| –    | Niki Lauda            | Brabham-Alfa Romeo | 12     | 0      | DNF        | 06    | 1:17,62          |
| –    | Mario Andretti        | Lotus-Ford         | 3      | 0      | DNF        | 09    | 1:21,36          |
| –    | Nelson Piquet         | Brabham-Alfa Romeo | 1      | 0      | DNF        | 03    | 1:26,36          |

## WM-Stände nach dem Rennen
Die ersten sechs des Rennens bekamen 9, 6, 4, 3, 2 bzw. 1 Punkt(e). Es zählten nur die besten vier Ergebnisse aus den ersten sieben Rennen und die besten vier Ergebnisse aus den letzten acht Rennen. In der Konstrukteurswertung wurden alle Resultate gewertet. Streichresultate sind in Klammern gesetzt.

### Fahrerwertung
| Pos. | Fahrer                | Konstrukteur       | Punkte  |
| ---- | --------------------- | ------------------ | ------- |
| 01   | Jody Scheckter        | Ferrari            | 32 (36) |
| 02   | Jacques Laffite       | Ligier-Ford        | 24      |
| 03   | Gilles Villeneuve     | Ferrari            | 26      |
| 04   | Patrick Depailler     | Ligier-Ford        | 20 (22) |
| 05   | Carlos Reutemann      | Lotus-Ford         | 20 (25) |
| 06   | Clay Regazzoni        | Williams-Ford      | 16      |
| 07   | Jean-Pierre Jarier    | Tyrrell-Ford       | 13      |
| 08   | Mario Andretti        | Lotus-Ford         | 12      |
| 09   | John Watson           | McLaren-Ford       | 11      |
| 10   | René Arnoux           | Renault            | 10      |
| 11   | Jean-Pierre Jabouille | Renault            | 9       |
| 12   | Didier Pironi         | Tyrrell-Ford       | 8       |
| 13   | Alan Jones            | Williams-Ford      | 7       |
| 14   | Riccardo Patrese      | Arrows-Ford        | 2       |
| 15   | Niki Lauda            | Brabham-Alfa Romeo | 1       |

| Pos. | Fahrer             | Konstrukteur       | Punkte |
| ---- | ------------------ | ------------------ | ------ |
| 16   | Emerson Fittipaldi | Fittipaldi-Ford    | 1      |
| 17   | Jochen Mass        | Arrows-Ford        | 1      |
| 18   | Jacky Ickx         | Ligier-Ford        | 1      |
| 19   | Elio de Angelis    | Shadow-Ford        | 0      |
| 20   | Nelson Piquet      | Brabham-Alfa Romeo | 0      |
| 21   | Hans-Joachim Stuck | ATS-Ford           | 0      |
| 22   | James Hunt         | Wolf-Ford          | 0      |
| 23   | Keke Rosberg       | Wolf-Ford          | 0      |
| 24   | Patrick Tambay     | McLaren-Ford       | 0      |
| 25   | Jan Lammers        | Shadow-Ford        | 0      |
| 26   | Derek Daly         | Ensign-Ford        | 0      |
| 27   | Héctor Rebaque     | Lotus-Ford         | 0      |
| 28   | Patrick Gaillard   | Ensign-Ford        | 0      |
| 29   | Bruno Giacomelli   | Alfa Romeo         | 0      |
| –    | Arturo Merzario    | Merzario-Ford      | 0      |

### Konstrukteurswertung
| Pos. | Konstrukteur  | Punkte |
| ---- | ------------- | ------ |
| 01   | Ferrari       | 62     |
| 02   | Ligier-Ford   | 47     |
| 03   | Lotus-Ford    | 37     |
| 04   | Williams-Ford | 23     |
| 05   | Tyrrell-Ford  | 21     |
| 06   | Renault       | 19     |
| 07   | McLaren-Ford  | 11     |
| 08   | Arrows-Ford   | 3      |

| Pos. | Konstrukteur       | Punkte |
| ---- | ------------------ | ------ |
| 09   | Brabham-Alfa Romeo | 1      |
| 10   | Fittipaldi-Ford    | 1      |
| 11   | Shadow-Ford        | 0      |
| 12   | ATS-Ford           | 0      |
| 13   | Wolf-Ford          | 0      |
| 14   | Ensign-Ford        | 0      |
| 15   | Alfa Romeo         | 0      |
| –    | Merzario-Ford      | 0      |